# Linda McMahon

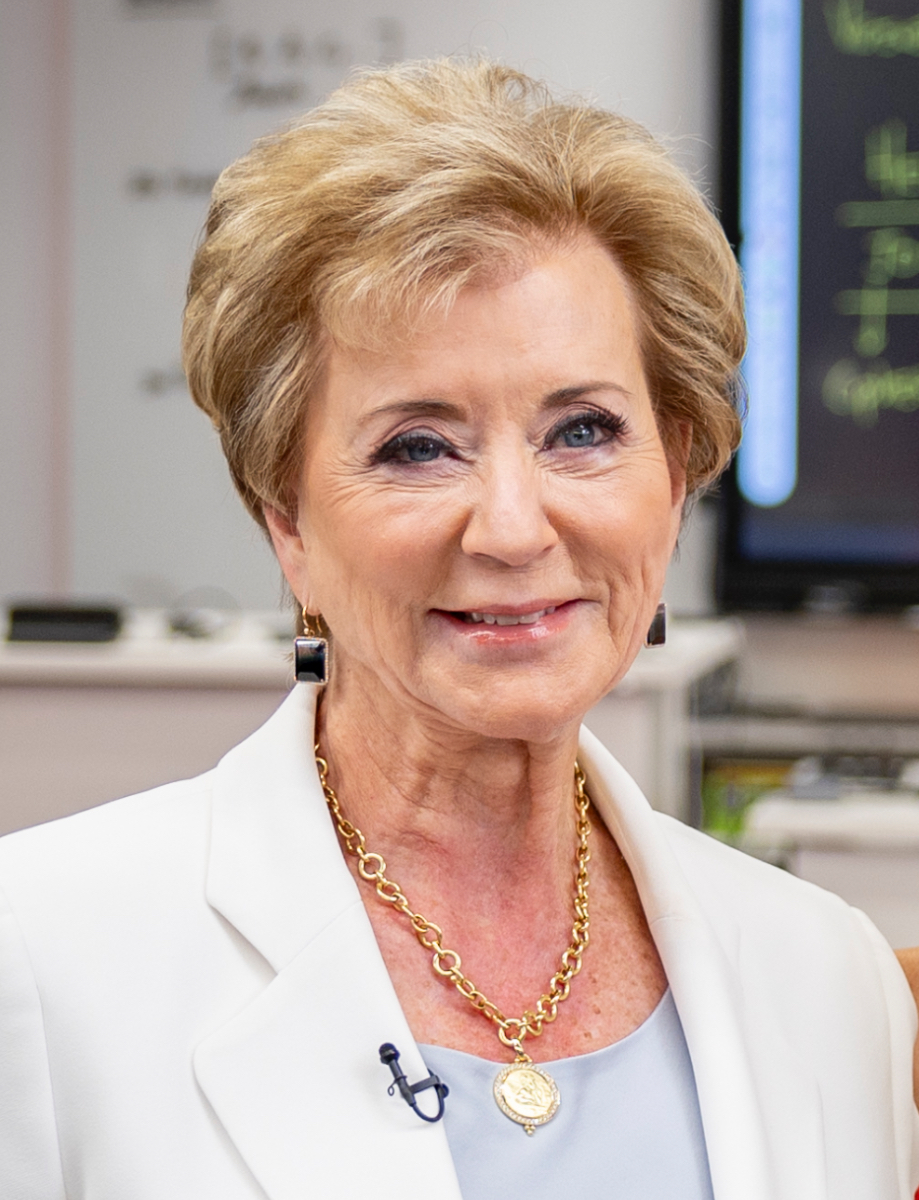
Linda McMahon, 2025

Linda Marie McMahon, geborene Linda Marie Edwards, (* 4. Oktober 1948 in New Bern, North Carolina) ist eine US-amerikanische Managerin, Milliardärin und Politikerin der Republikanischen Partei. Sie wurde von Donald Trump als Bildungsministerin im Kabinett Trump II ernannt und am 3. März 2025 vom Senat bestätigt.

## Leben und Wirken
McMahon wuchs als Einzelkind auf, ihre Eltern waren Angestellte im öffentlichen Dienst. Als Jugendliche war sie bei den Pfadfindern und spielte Basketball und in einer Jungenmannschaft Baseball. Nach dem Abschluss der High School studierte sie Französisch auf Lehramt an der East Carolina University und schloss dieses Studium 1969 ab. Sie unterrichtete dann aber nicht, da sie im Alter von 17 Jahren heiratete.
Zusammen mit ihrem Ehemann Vince McMahon, mit dem sie zwei Kinder hat (Stephanie und Shane), führte McMahon von 1980 bis 2009 das Unternehmen World Wrestling Entertainment und baute dieses zu einem international erfolgreichen, börsennotierten Unternehmen aus. Im September 2009 trat sie von ihrem Posten als Chief Executive Officer dieses weltweit größten Wrestling-Veranstalters zurück, um sich ihrer politischen Karriere zu widmen.
Im Jahr 2017 schätzte Forbes das Vermögen des Ehepaars McMahon auf 2,8 Milliarden Dollar.
Sie gehört dem Vorstand der Trump Media & Technology Group, der Muttergesellschaft von Truth Social an.
Im Oktober 2024 wurde Klage gegen die Eheleute McMahon erhoben. Sie hätten den sexuellen Missbrauch von mindestens fünf Minderjährigen durch einen Angestellten von WWE in den 1980ern und 1990ern geduldet, so die Klageschrift. Eine Anwältin McMahons erklärte, dass die Vorwürfe haltlos seien. Linda lebe außerdem seit einiger Zeit in Trennung von ihrem Ehemann, der sich auch anderen Vorwürfe ausgesetzt sah. Die Klage wurde im Bundesstaat Maryland erhoben, wo es für Fälle von sexuellem Kindesmissbrauch seit dem Jahr 2023 keine Verjährung mehr gibt.

## Politik
McMahon und ihr Ehemann Vince gehören zu den Großspendern der Republikanischen Partei.
Ihr erstes öffentliches Amt bekleidete sie 2009, als sie durch Gouverneurin M. Jodi Rell in den Schulausschuss von Connecticut berufen wurde. Vor der Berufung hatte sie einen Fragebogen unzutreffend dahingehend ausgefüllt, dass sie einen Hochschulabschluss in Bildungswissenschaft habe. Sie gehörte dem Ausschuss nur etwas länger als ein Jahr an und trat zurück, um für den US-Senat zu kandidieren. Allerdings gehörte sie 16 Jahre lang dem Board of Trustees der Sacred Heart University in Connecticut an.

### Senatskampagnen
McMahon trat zweimal an, um den Bundesstaat Connecticut im Senat der Vereinigten Staaten zu vertreten. Für diese beiden Wahlen gab sie etwa 100 Millionen Dollar ihres eigenen Vermögens aus – mehr als bis dahin jeder andere Senatskandidat, einschließlich Ross Perot.
In ihrer Wahlkampagne um einen Sitz bei den Wahlen zum Senat der Vereinigten Staaten 2010 konnte sie die Vorwahl für sich entscheiden. Sie hatte sich als politische Außenseiterin und erfolgreiche Geschäftsfrau dargestellt, die in Washington, D.C. „aufräumen“ könne. In der Hauptwahl verlor sie, trotz der etwa 50 Mio. US-Dollar aus ihrem Privatvermögen, mit denen sie ihren Wahlkampf finanziert hatte, ein Rückstand von 12 Prozentpunkten gegen den Demokraten Richard Blumenthal. Nach der Wahl gab Linda McMahon bekannt, bei der Senats-Wahl 2012 erneut anzutreten. Sie konnte sich 2012 in der republikanischen Vorwahl gegen den ehemaligen Kongressabgeordneten Christopher Shays durchsetzen, nachdem sie zwölfmal mehr für den Wahlkampf ausgegeben hatte als ihr Vorwahlkonkurrent. Abermals unterlag sie in der Hauptwahl mit 12 % Rückstand gegen den demokratischen Kandidaten Chris Murphy.

### Ämter in den Trump-Regierungen
Im Dezember 2016 wurde McMahon vom damals noch designierten US-Präsidenten Donald Trump als Leiterin der Small Business Administration nominiert. Der Senat bestätigte sie im Februar 2017 mit 81 zu 19 Stimmen in diesem Amt. McMahon und ihr Ehemann waren zum Zeitpunkt der Ernennung seit zwanzig Jahren mit Trump persönlich befreundet und hatten sechs Millionen Dollar an ein Super-PAC zur Unterstützung von Trumps Wahlkampf 2015/16 gespendet, eine der größten Einzelspenden für Trump. Im April 2019 trat McMahon zurück und wechselte zu einer Organisation, die sich um die Finanzierung der Wahlkampfkampagne von Trump zur Präsidentenwahl 2020 kümmerte.

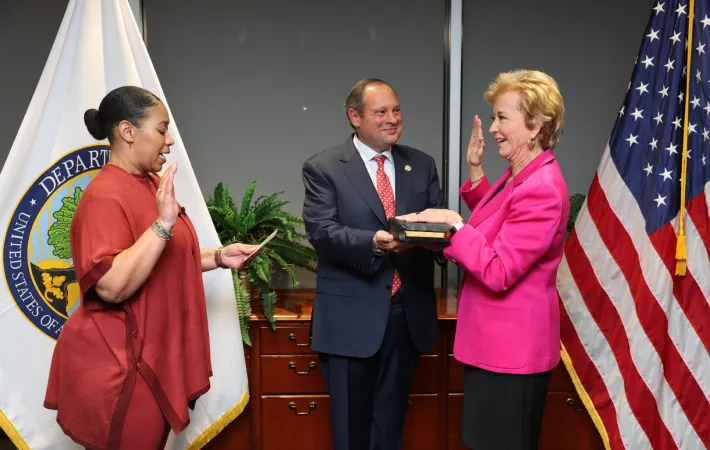
McMahon bei ihrer Vereidigung als Bildungsministerin

Nach der US-Präsidentschaftswahl 2024 gehörte McMahon zu den engsten Beratern von Trump bei der Zusammenstellung von dessen zweiter Regierung. Trump nominierte sie im November 2024 als Bildungsministerin in seinem zweiten Kabinett. Laut Trump solle sie „sich selbst arbeitslos“ machen, indem das Bildungsministerium aufgelöst werden solle. Für den Fall der Bestätigung durch den Senat kündigte sie an, alle ihre finanziellen Beteiligungen in einen Blind Trust einzahlen zu wollen.

## Politische Positionen
McMahon ist Klimawandelleugnerin und lehnt den wissenschaftlichen Konsens zum Klimawandel ab. 2010 erklärte sie, sie sei nicht davon überzeugt, dass menschliche Aktivitäten den Klimawandel verursachen.